# Motian in Motion
Motian in Motion ist ein Dokumentarfilm über den Jazzmusiker Paul Motian aus dem Jahr 2020, der unter der Regie von Michael Patrick Kelly entstand und am 24. Januar 2021 auf dem Londoner Doc ‘n Roll Festival Premiere hat. Der Film dokumentiert die Karriere des Jazz-Schlagzeugers von seinen Anfängen in den frühen 1960er- bis in die 2000er-Jahre.

## Hintergrund
Michael Patrick Kelly beobachtete und interviewte Paul Motian mehrere Jahre lang an verschiedenen Orten und bei Aufnahmesessions sowie in seinem Alltag, wie bei seinen Streifzügen im New Yorker Central Park. Die Aufnahmen endeten zunächst mit Paul Motians plötzlicher Erkrankung an einer seltenen Form von Blutkrebs, an der er am 22. November 2011 starb. Nach Motians Tod wurde das Filmprojekt zunächst auf Eis gelegt. Kelly begann schließlich, weitere Interviews mit Weggefährten des Musikers zu führen: mit dem Einsatz dieser Kommentare ändert sich der Film hin zu der Perspektive aufzuzeigen, was für ein großartiger Musiker Paul Motian war, und zu der Bedeutung, die er hatte.
Mit einer Reihe von Musik-Beispielen, darunter älteren Filmausschnitten, wird Überblick über die Karriere des Jazz-Schlagzeugers gegeben, von seinen Stationen bei Bill Evans über Charles Lloyd bis zu Keith Jarrett, darunter auch Aktivitäten abseits des Jazz wie seine Unterstützung von Arlo Guthrie beim Woodstock-Festival 1969. Der Fokus des Films liegt jedoch auf der letzten Phase der Karriere Motian, wie auf seinem langjährigen Trio mit Bill Frisell und Joe Lovano und auf den vielen anderen Bands, mit denen er spielte. Gesprochene Beiträge von Kollegen und Bewunderern wie Carla Bley, Manfred Eicher und des Kritikers Nate Chinen runden das Bild ab.

## Rezeption
Nach Ansicht von Hank Shteamer ist der Film „eine alternative Geschichte des modernen / zeitgenössischen Jazz durch die Linse eines seiner rätselhaften Ursprünge. Wirklich etwas Besonderes.“
Jon Turney schrieb in London Jazz News, das Ergebnis sei ein reichhaltiges Porträt eines wirklich wichtigen Musikers. Es sei auch ein tiefer Einblick in eine noch unvergleichliche Musikszene und ein filmischer Liebesbrief an New York und seine Clubs: Iridium, Birdland, der Jazz Standard und vor allem Motians Zuhause, das Village Vanguard. Strukturell sei der Wechsel von einem lebendigen Porträt zu einem tief empfundenen Nachruf „ein bisschen umständlich, aber so ist es passiert, so dass der Film, den wir endlich haben, die Umstände seiner Entstehung widerspiegelt.“
Motian in Motion bewege sich mühelos zwischen den vielen Phasen von Paul Motians langer, angesehener Karriere, notierte Bill Shoemaker. „Es ist ein engagierter Filmstil, der perfekt zu dem Mann und seiner Musik passt.“